# دی دی بریجواتر
دی دی بریجواتر (انگلیسی: Dee Dee Bridgewater؛ زادهٔ ۲۷ مهٔ ۱۹۵۰) یک موسیقی‌دان اهل ایالات متحده آمریکا است. وی از سال ۱۹۶۶ میلادی تاکنون مشغول فعالیت بوده‌است.